# Euproctis chrysorrhoea
Espèce
Euproctis chrysorrhoea, le cul-brun, est une espèce de lépidoptères (papillons) de la famille des Erebidae et de la sous-famille des Lymantriinae.
Ses chenilles peuvent provoquer d'importants dégâts aux feuillus.

## Description
L'imago de taille modeste (30-40 mm), aux ailes blanches et au corps velu blanc à l'extrémité abdominale brune, porte des antennes pectinées aussi longues que la partie blanche du corps.

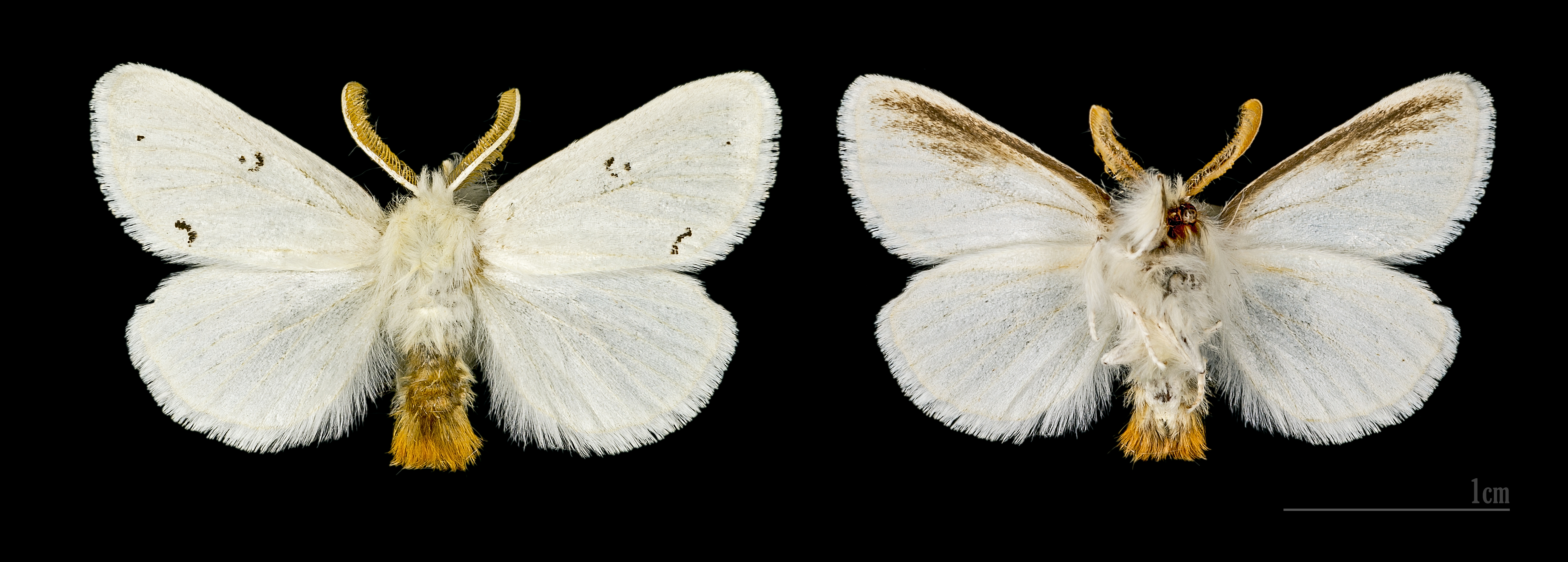
♂ Les Mathes - Muséum de Toulouse
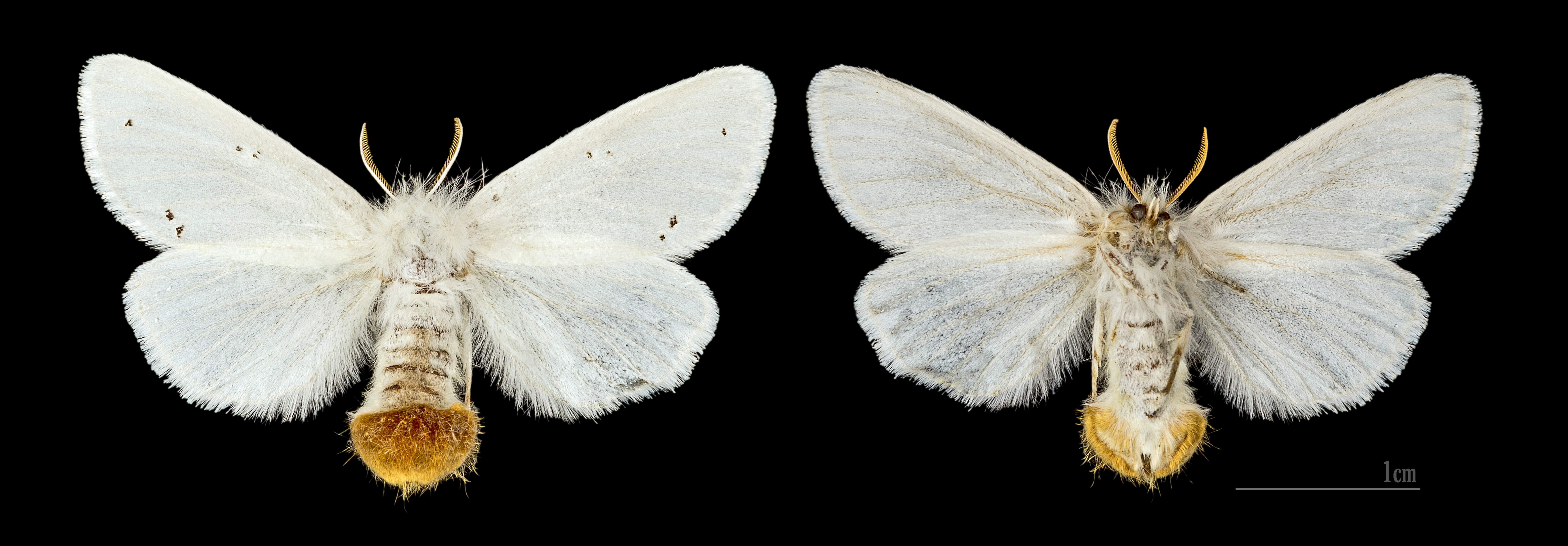
♀ Claix - Muséum de Toulouse
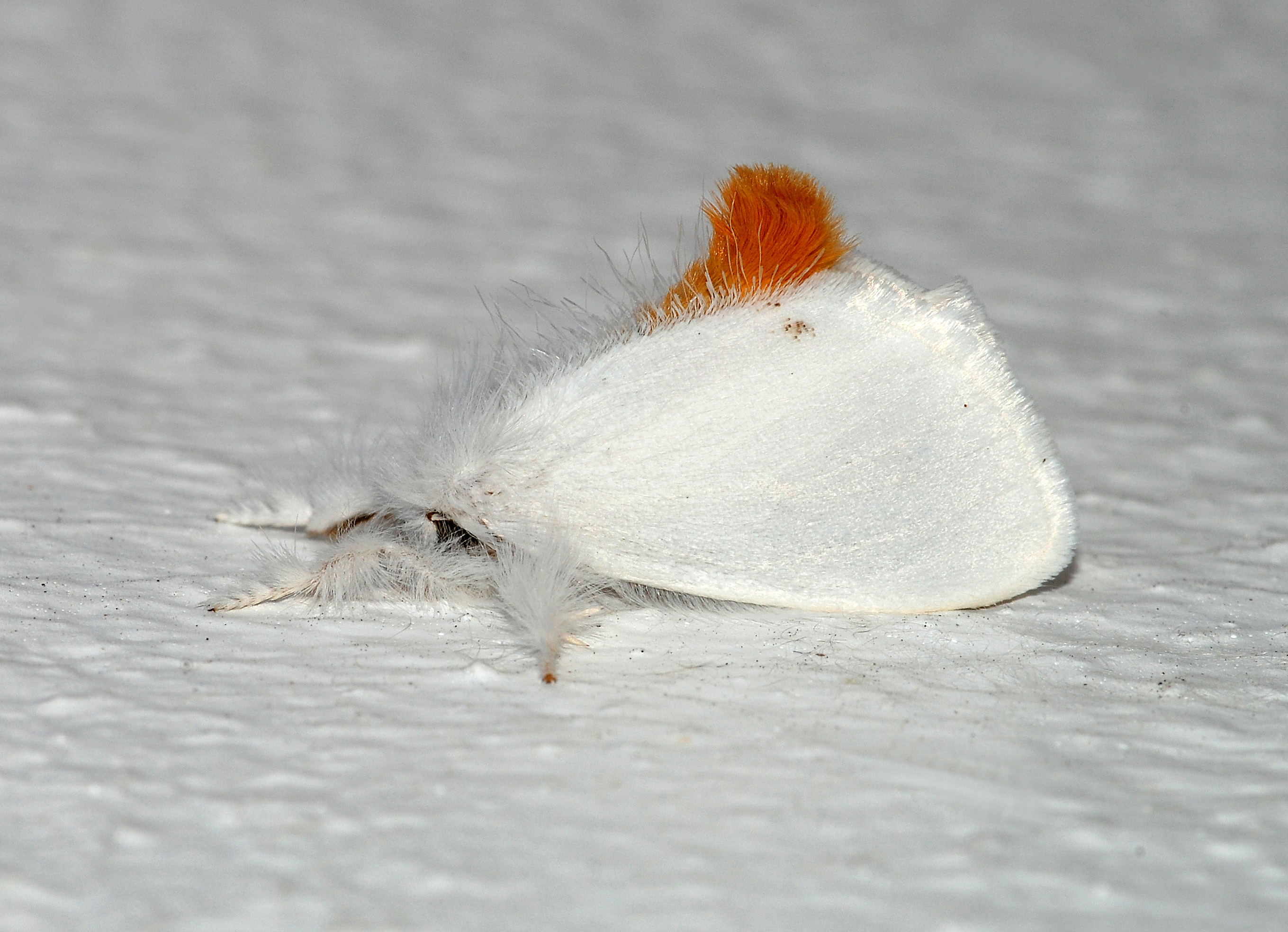
Bombyx cul brun - femelle

Les chenilles, longues au maximum de 32 mm, de couleur gris noirâtre, munies de deux lignes dorsales orangées discontinues et de deux lignes latérales blanches, ont la tête noir luisant, portent des poils urticants brun gris, et leur contact à mains nues est fortement déconseillé. En cas de pullulation, les poils présents dans l'air à leur voisinage peuvent même être responsables de troubles respiratoires chez les personnes sensibles.

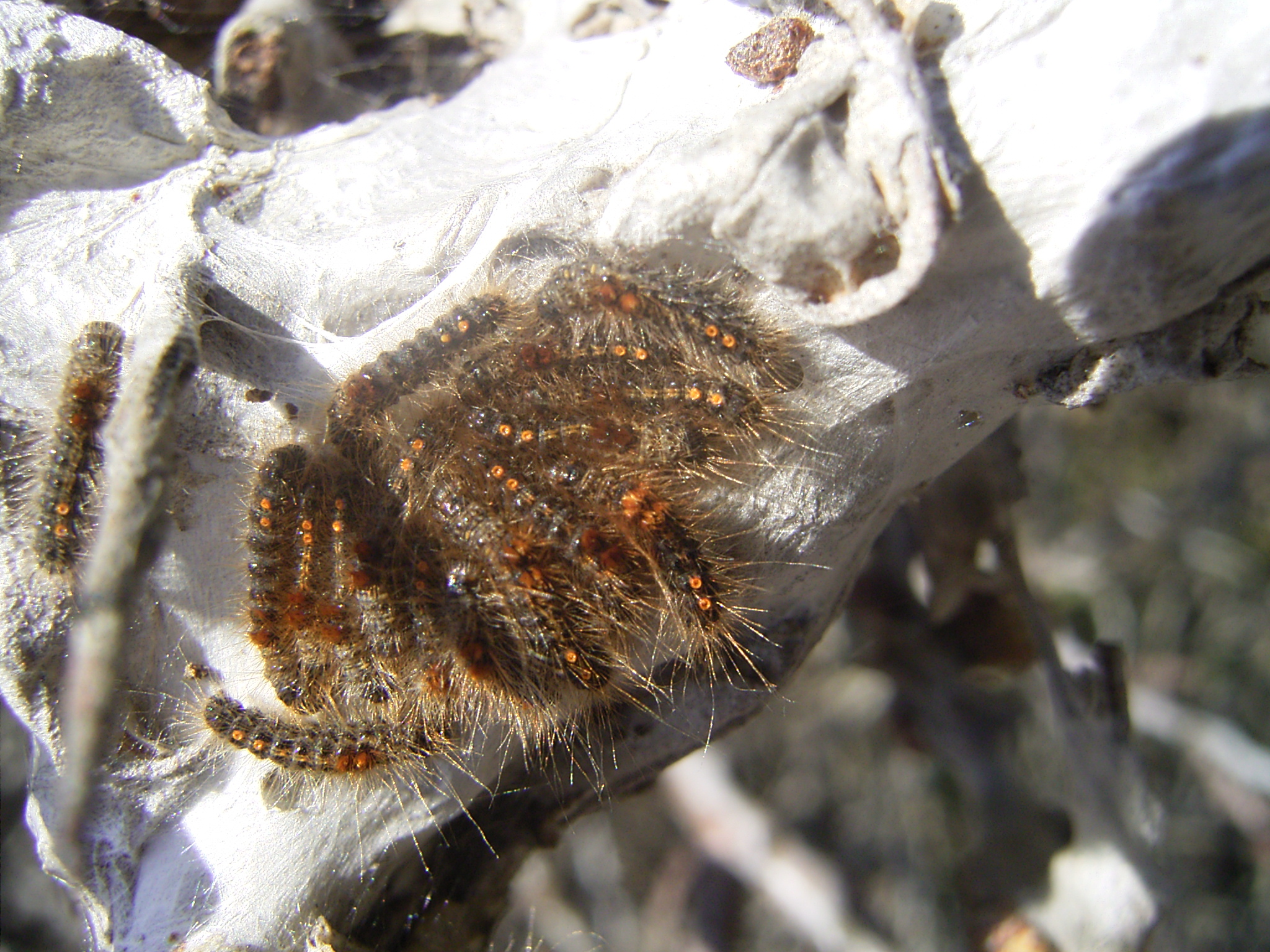
Groupe de chenilles sur leur nid
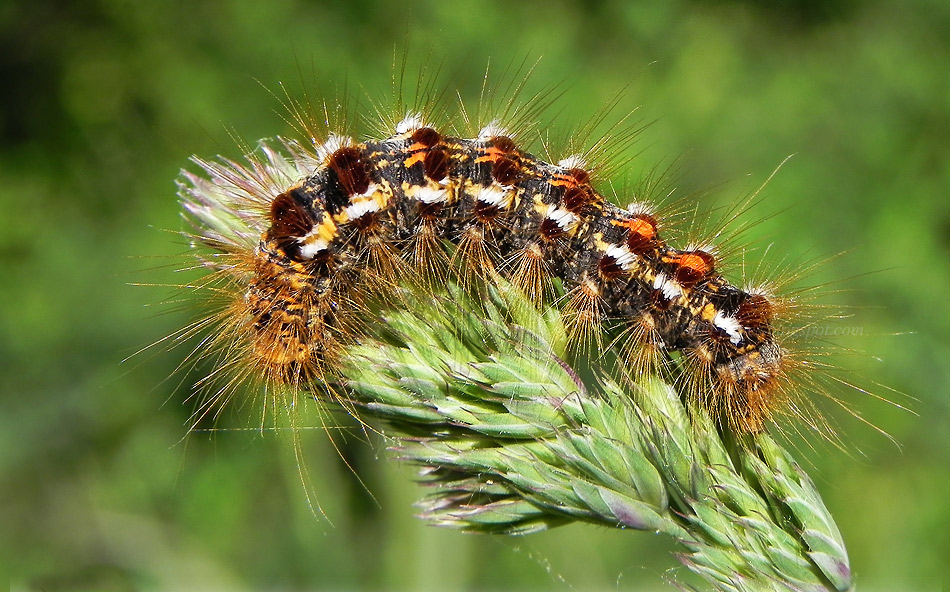
Chenille, sud de la France
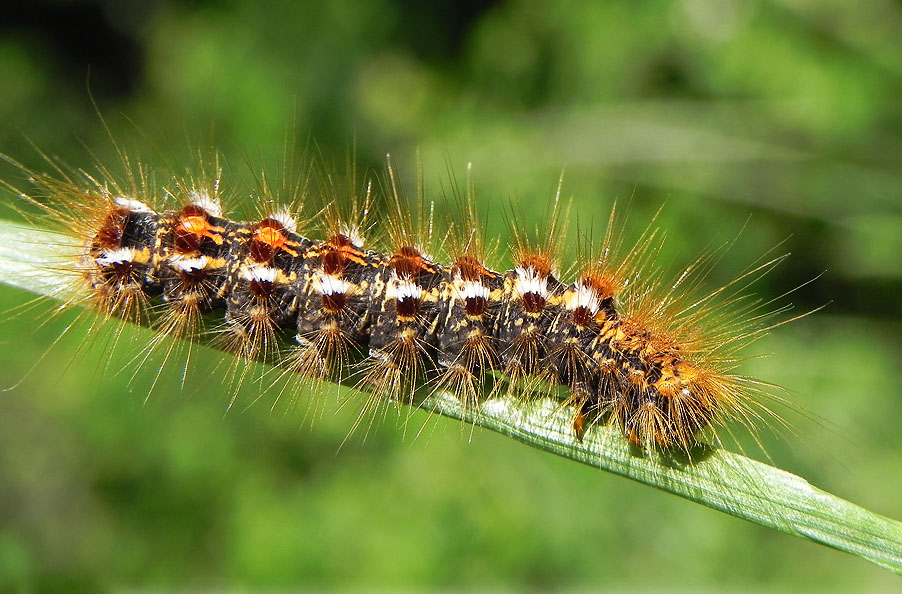
Chenille, sud de la France

Espèce proche
- Le cul-doré ou le cul-jaune ou la queue d'or, Euproctis similis (Fuessly, 1775) qui est placé dans le sous-genre Euproctis (Sphrageidus).

## Répartition et habitat
Originaires de la partie tempérée ou méridionale de l'Europe (le mode d'hibernation les rend sensibles aux hivers trop rigoureux), ces papillons ont gagné l'Amérique du Nord au XIXe siècle.
On les trouve partout en France jusqu'à une altitude de 1 000 m environ.

## Biologie

### Cycle de vie
Chez cette espèce univoltine, les œufs nombreux, protégés par des poils abdominaux urticants du papillon femelle, sont pondus en août sur les rameaux des plantes nourricières. L'éclosion a lieu environ trois semaines plus tard. La vie des chenilles s'étend jusqu'en mai ; les jeunes chenilles hibernent par colonies nombreuses dans des nids de soie, qui les protègent des intempéries. Au printemps, elles recommencent à s'alimenter et construisent plusieurs nids successifs, obligées de se déplacer pour trouver de la nourriture en abondance. Arrivées au terme de leur croissance, elles se dispersent et forment des chrysalides en juin dans le feuillage.
Les adultes volent de juin à août.

### Plantes hôtes

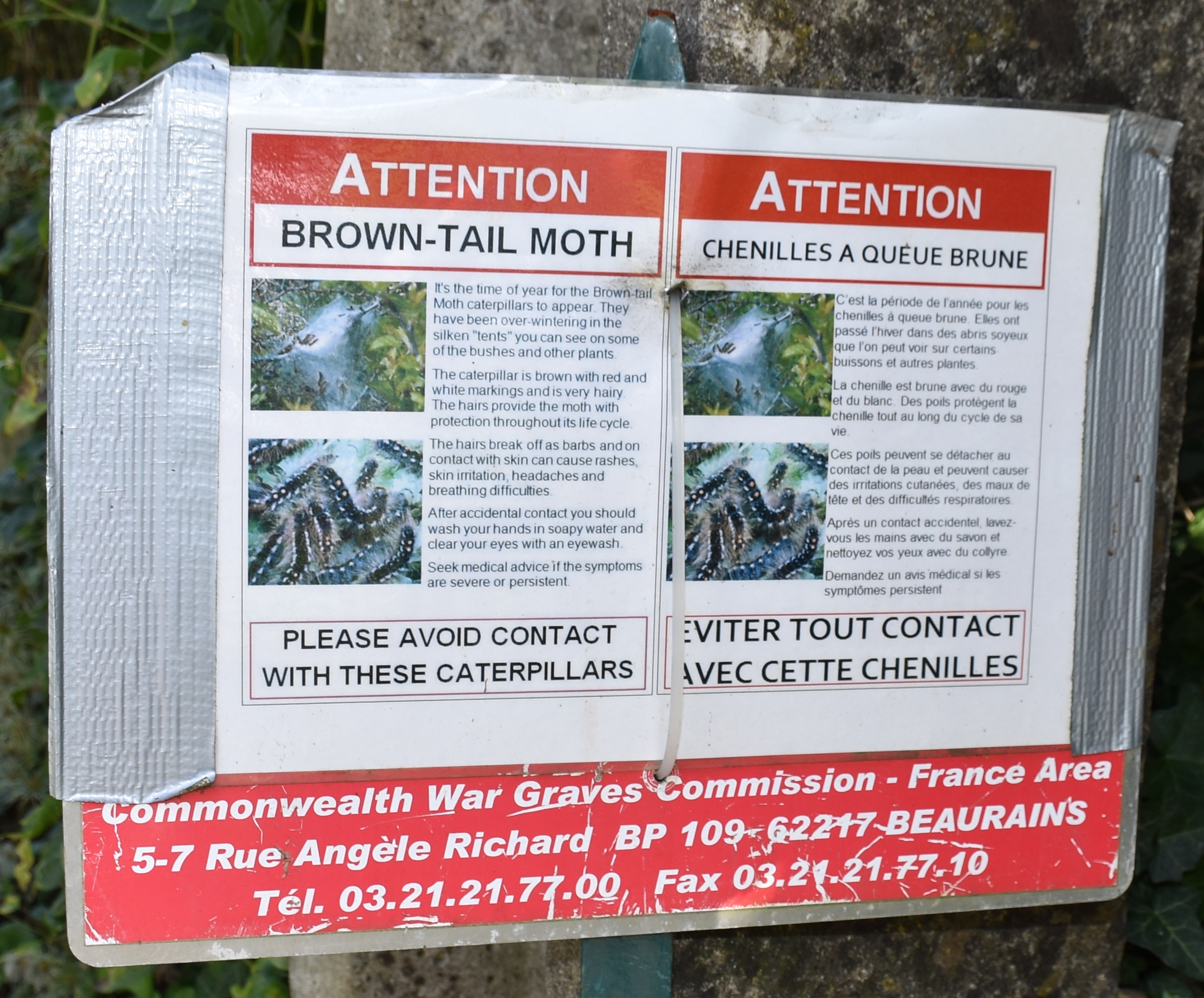
Chenille à queue brune:
mise en garde.

Aubépine monogyne (Crataegus monogyna), Prunelier (Prunus spinosa), Prunier (Prunus domestica), Églantier (Rosa canina), Saules (Salix sp.), Argousier (Hippophae rhamnoides) et d'autres arbres et arbustes à feuilles caduques, tels que chênes (Quercus), ormes (Ulmus), charmes (Carpinus), hêtre (Fagus), noisetier (Corylus), ronces (Rubus), arbousier (Arbutus unedo).

## Systématique
L'espèce Euproctis chrysorrhoea a été décrite  par le naturaliste suédois Carl von Linné en 1758, sous le nom initial de Phalaena chrysorrhoea.
Elle est l'espèce type pour le genre Euproctis. Elle est placée dans le sous-genre Euproctis (Euproctis).

### Synonymie
- Phalaena chrysorrhoea Linné, 1758 protonyme
- Phalaena Bombyx auriflua Esper, [1784][4]
- Bombyx phaeorrhoea Donovan, 1813[5]
- Porthesia chrysorrhoea f. punctigera Teich, 1889[6]
- Euproctis chrysorrhoea ab. nigrosignata Bandermann, 1906[7]
- Euproctis chrysorrhoea ab. flavescens Rebel, [1909[8]
- Euproctis chrysorrhoea f. abdominata Strand, 1910[9]
- Euproctis chrysorrhoea ab. punctella Strand, 1910[10]
- Euproctis chrysorrhoea ab. plumbociliata Heinrich, 1916[11]
- Euproctis chrysorrhoea f. xanthorrhoea Oberthür, 1916[12]
- Euproctis chrysorrhoea ab. fumosa Chalmers-Hunt, 1951 [13]
- Euproctis chrysorrhoea f. nigricosta Lempke, 1959[14]
- Euproctis chrysorrhoea f. fuscabdominata Lempke, 1959[15]

### Noms vernaculaires
- Bombyx cul-brun ; Bombyx chrysorrhée[16]
- Cul-brun ; cul-doré[17]
- Euprocte chrysorrhée

## Importance économique
Susceptibles de proliférations explosives, les chenilles grégaires sont alors responsables de dégâts importants dans les forêts de feuillus, les haies buissonnantes et surtout dans les vergers.